# Lados (Gironda)
 Lados  es una población y comuna francesa, situada en la región de Aquitania, departamento de Gironda, en el distrito de Langon y cantón de Auros.

## Demografía
| 146 | 114 | 111 | 106 | 115 | 115 |
| Para los censos de 1962 a 1999 la población legal corresponde a la población sin duplicidades (Fuente: INSEE [Consultar]) |     |     |     |     |     |

## Monumentos históricos
La iglesia San Martín (del francés: Eglise Saint-Martin) es un monumento histórico de Lados.

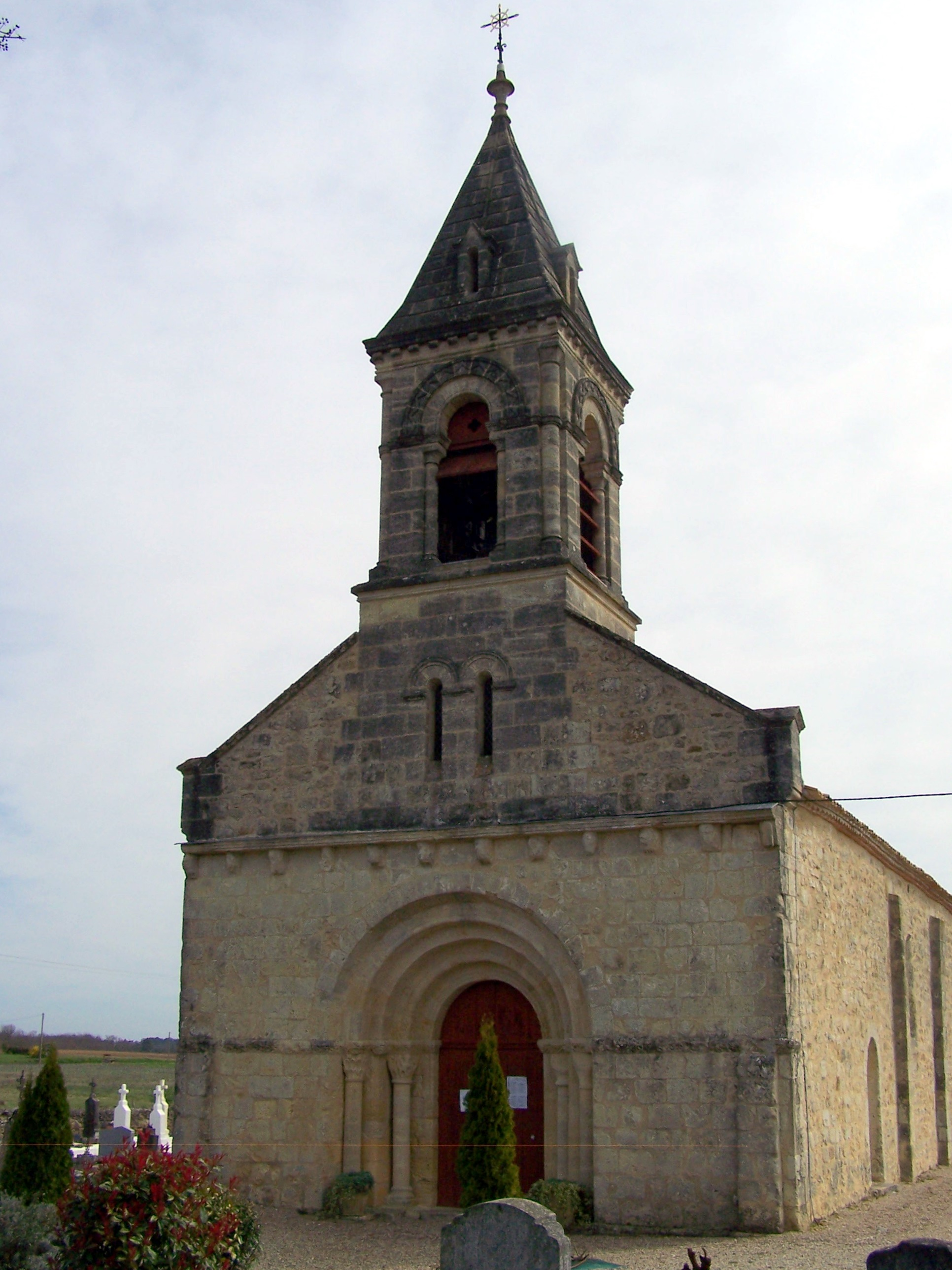
La iglesia en 2010.
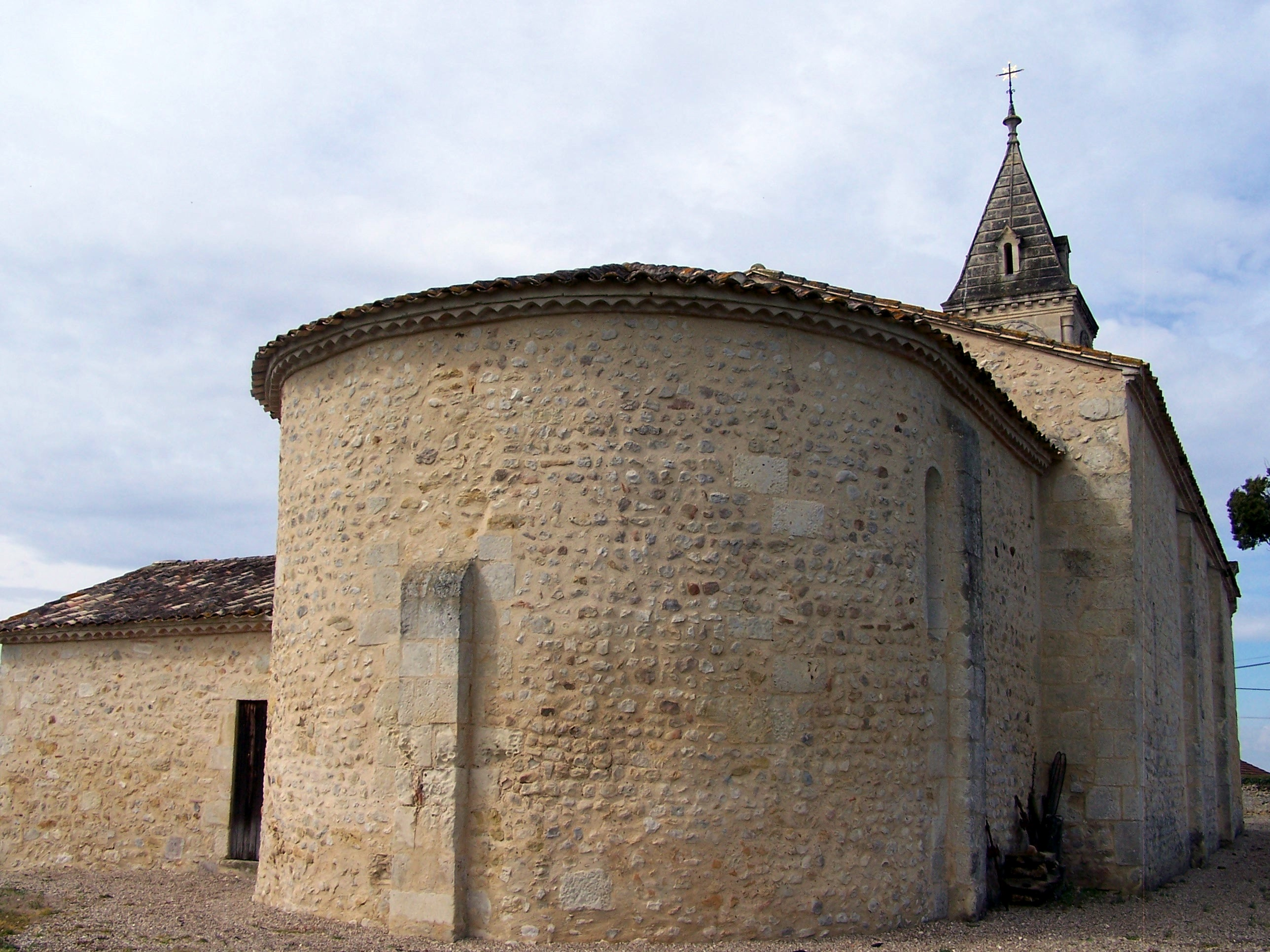
iglesia Saint-Martin.